# 安佩莲
安佩蓮，名玉青，字佩蓮，以字行，清朝政治人物，同進士出身。
嘉慶七年（1802年），登進士，授永安府東安縣知縣，後升任湖南灃州知州，期間修建蜚雲塔、多安橋、平定盜亂以及撰修《直隸灃州志》，嘉慶帝稱讚其“經濟夙優，精勤尢著，厘剔吏胥之弊，人憚嚴明，勾稽案牘之煩，政無留滯。”嘉慶十七年，調绥宁縣知縣。道光二年，升任嶽州府知府，同年署永順府知府，次年改長沙府知府。